# Dejan Zavec
Dejan Zavec (* 13. März 1976 in Ptuj, Region Štajerska) ist ein ehemaliger slowenischer Profiboxer. Mit dem Gewinn des IBF-Weltmeistertitels im Weltergewicht am 11. Dezember 2009 gegen Isaac Hlatshwayo, wurde er zum ersten slowenischen Boxweltmeister der Geschichte. Nach drei erfolgreichen Titelverteidigungen verlor er seinen Gürtel am 3. September 2011 an Andre Berto. 2010 wurde er als bisher einziger Boxer zu Sloweniens Sportler des Jahres gewählt.
Am 25. November 2015 boxte er noch um die Weltmeistertitel der IBO und WBA im Halbmittelgewicht, unterlag jedoch gegen Erislandy Lara. Nach diesem Kampf gab Zavec seinen Rücktritt vom Boxsport bekannt.
Seit Oktober 2010 ist er Inhaber eines nach ihm benannten Trainingscenters in Ptuj und zog 2022 für die Partei Gibanje Svoboda in die Nationalversammlung ein, wobei er im September 2023 seinen Rücktritt aus persönlichen Gründen bekannt gab.

## Amateurkarriere
Als Amateur bestritt er 205 Kämpfe, von denen er 171 gewann und 19 Unentschieden boxte. Dabei wurde er neunmal Slowenischer Meister und gewann mehrere internationale Turniere, darunter das 10. internationale Chemnitzer Boxturnier durch Finalsieg gegen den Schweizer Yves Studer. Zudem war er unter anderem Teilnehmer der Europameisterschaften 1996, sowie der Weltmeisterschaften 1995, 1997 und 1999.

## Profikarriere
Unter dem deutschen Promoter Sport Events Steinforth wechselte er im März 2003 ins Profilager und wurde von Dirk Dzemski trainiert. Er boxte vorwiegend in Deutschland und wurde interkontinentaler Meister der Verbände WBO und IBF. Am 12. Juni 2007 endete sein Kampf gegen den Argentinier Jorge Miranda ohne Wertung, da sich Zavec verletzt hatte und der Kampf auf Anraten des Ringarztes beendet wurde. In einem Rückkampf am 19. Juni 2009, konnte er Miranda jedoch durch K. o. in Runde 12 besiegen. Beim Kampf um die Europameisterschaft verlor er am 29. November 2008 knapp nach Punkten gegen Rafał Jackiewicz und erlitt damit in seinem 27. Profikampf, die erste Niederlage.
Am 11. Dezember 2009 besiegte Zavec überraschend den südafrikanischen IBF-Titelträger Isaac Hlatshwayo in dessen Heimat Johannesburg durch technischen Knockout in der dritten Runde und wurde damit Sloweniens erster Boxweltmeister. Hlatshwayo hatte den vakanten Titel erst im August 2009 gegen Delvin Rodriguez errungen und zuvor bereits den IBO-Titel gehalten.
Seine erste Titelverteidigung gewann Zavec am 9. April 2010 in der slowenischen Hauptstadt Ljubljana durch technischen Knockout in der zwölften Runde gegen den Argentinier Rodolfo Martínez, der von der IBF auf Rang 15 der Herausforderer-Weltrangliste geführt wurde. Am 4. September 2010 boxte er in seiner zweiten Titelverteidigung in Ljubljana erneut gegen Rafał Jackiewicz, den er diesmal durch Mehrheitsentscheidung nach Punkten besiegen konnte. Der Pole war durch Siege gegen Luciano Abis, Delvin Rodriguez und Turgay Uzun zum Pflichtherausforderer aufgestiegen. Seine dritte Titelverteidigung gewann Zavec am 18. Februar 2011 in Ljubljana durch Knockout in der fünften Runde gegen den US-Amerikaner Paul Delgado.
Am 3. September 2011 boxte er in seiner vierten Titelverteidigung in Biloxi, und damit erstmals in den Vereinigten Staaten, gegen den vom Ring Magazine auf Platz 3 geführten Andre Berto. In dem schlagstarken Duell erlitt Zavec Platzwunden an beiden Augen, zudem schwoll sein rechts Auge vollständig zu. Dies führte zum Kampfabbruch in der Pause zwischen 5. und 6. Runde, womit Berto als neuer Weltmeister den Ring verließ.
Einen weiteren Kampf in den USA bestritt er am 9. März 2013 im New Yorker Barclays Center als erstplatzierter WBO-Herausforderer gegen Keith Thurman, verlor den Kampf jedoch einstimmig nach Punkten.
Am 25. November 2015 bestritt er im US-amerikanischen Hialeah einen Weltmeisterschaftskampf um die Titel von IBO und WBA gegen den Kubaner Erislandy Lara, war jedoch chancenlos und verlor durch Aufgabe in der dritten Runde. Anschließend gab er seinen Rücktritt vom Wettkampfsport bekannt.

## Profi-Erfolge
- 17. April 2004: Interkontinental-Titel der NBA II (nicht zu verwechseln mit der NBA), durch Punktesieg über Viktor Baranov.
- 17. Juli 2004: Internationaler Deutscher Meister, durch technischen K. o. über Arthur Nowak
- 20. September 2005: Interkontinental-Titel der WBO, durch technischen K. o. über Mikhail Boyarskikh
- 25. März 2006: Interkontinental-Titel der IBF, durch technischen K. o. über Joel Mayo
- 17. Februar 2007: EU-Champion, durch Punktesieg über Nicolas Guisset
- 13. Oktober 2007: Internationaler Deutscher Meister, durch Punktesieg über Albert Starikov
- 15. Juni 2008: Interkontinental-Titel der IBF, durch Punktesieg über Marco Cattikas
- 11. Dezember 2009: IBF-Weltmeister, durch technischen K. o. über Isaac Hlatshwayo (3 Titelverteidigungen)
- 24. März 2012: Interkontinental-Titel der WBO, durch Punktesieg über Bethel Ushona
- 17. Oktober 2014: WBO-Europameister, durch technischen K. o. über Ferenc Hafner

## Sonstiges
2010 wurde Dejan Zavec zu Sloweniens „Sportler des Jahres“ gewählt und verwies dabei den Eishockeyspieler Anže Kopitar und den Fussball-Profi Valter Birsa auf die Plätze 2 und 3.